# 稲田植晟
稲田 植晟（いなだ たねあき、寛延3年（1750年） - 安永2年5月7日（1773年6月26日））は、徳島藩筆頭家老。淡路洲本城代稲田家9代当主。
幼名は広人。通称は九郎兵衛。

## 生涯
寛延3年（1750年）、蜂須賀家家老稲田植久の子として生まれる。明和7年（1770年）8月、出仕する。藩主蜂須賀治昭に仕えた。同年10月、父植久の死去により家督相続し、仕置家老を拝命する。安永2年（1773年）5月7日死去。享年24。家督は弟の植樹が養子となって相続した。